# Італійці
Італі́йці (італ. italiani) — романський народ, основне населення Італії.
В Італії проживає 54,35 млн італійців. Італійські меншини проживають у США (8,5-15 млн осіб, так звані італоамериканці), Аргентині (1,35 млн), Франції (1,1 млн), Хорватії (19 тис.), Монако (20 %), Сан-Марино (13,0 %), Словенії (0,1 %), Бельгії (0,5 %), Німеччині (500 тис.)
Загальна чисельність — 75-80 млн осіб (оцінка, 2008 р.).
Більша частина населення Італії — католики, хоча останнім часом зростає число атеїстів. В історії католицизм грав дуже велику роль для італійців, оскільки тут знаходився і знаходиться папський престол. У центрі Рима розташована міні-держава — Ватикан, центр католицької церкви.
Мова — італійська. Точну чисельність італійців і осіб італійського походження підрахувати важко.
Між італійцями Півдня й Півночі країни є досить значні відмінності (мовні, антропологічні, культурні, соціальні). Відтак час від часу виникають навіть пропозиції про поділ країни (відділення Півночі або, навпаки, Сицилії).

## Мова
Італійська мова належить до романської мовної групи індоєвропейської сім'ї. Має діалекти, що помітно відрізняються один від одного. Найбільші: тосканський (на його основі створено літературну мову), неаполітанський (на ньому звучать дуже багато всесвітньо відомих італійських пісень), венеційський, сицилійський, лігурійський.
Граматика італійської подібна до граматики інших романських мов, найближче до неї стоять сардинська та іспанська. Основна лексика — латинська, але є запозичення з германських мов. Матір’ю італійської є народна латина. Перші пам'ятники італійською мовою з'являються в XIII столітті. Найбільш відомі автори того періоду — Франциск Ассізький, Брунетто Латіні, Гвідо Гвініцеллі. Творцем літературної італійської мови вважається Данте Аліг'єрі.